# Ştefan Birtalan
Ştefan Birtalan (Jibou, 25 de septiembre de 1948-Bucarest, 27 de mayo de 2024) fue un jugador de balonmano rumano que jugó como central. Su último club fue el Tuscany Follonica.

## Biografía
Fue un componente habitual de la Selección de balonmano de Rumania, con la que ganó 3 medallas en los Juegos Olímpicos y otras dos en mundiales. Es uno de los jugadores de balonmano más destacados de la selección rumana en toda su historia, siendo además el máximo goleador del Campeonato Mundial de Balonmano Masculino de 1974, donde se colgó el oro.
Después de su retirada fue asistente del Steaua Bucarest y después entrenó a la Selección de balonmano de Rumania y a la Selección de balonmano de Catar. Por último entrenó al Steaua Bucarest durante tres años, de 1999 a 2002. Desde entonces no entrena a ningún club. Fue nombrado tres años como mejor jugador del mundo.

## Palmarés
- Máximo goleador del Campeonato Mundial de Balonmano Masculino de 1974
- Mejor jugador del mundo (3): 1974, 1976, 1977

### Steaua Bucarest
- Liga Națională (14): 1971, 1972, 1973, 1974, 1975, 1976, 1977, 1979, 1980, 1981, 1982, 1983, 1984, 1985
- Copa de balonmano de Rumanía (2): 1981 y 1985
- Liga de Campeones de la EHF (1): 1977

## Palmarés como entrenador

### Steaua Bucarest
- Liga Națională (2): 2000 y 2001
- Copa de Rumanía de balonmano (2): 2000 y 2001

## Clubes

### Como jugador
- Rapid Jibou (1964-1966)
- HC Minaur (1966-1970)
- Steaua Bucarest (1970-1985)
- Tuscany Follonica (1985-1986)

### Como entrenador
- Steaua Bucarest (1986-1994) (como asistente)
- Selección de balonmano de Rumania (1993-1994)
- Selección de balonmano de Catar (1994-1999)
- Steaua Bucarest (1999-2002)